# Wanda Kossakowa
Wanda Olga Stanisława Kossak z domu Proszkowska (ur. 22 maja 1879 we Lwowie, zm. 25 lipca 1960 w Sanoku) – polska pianistka, pedagog muzyczna.

## Życiorys

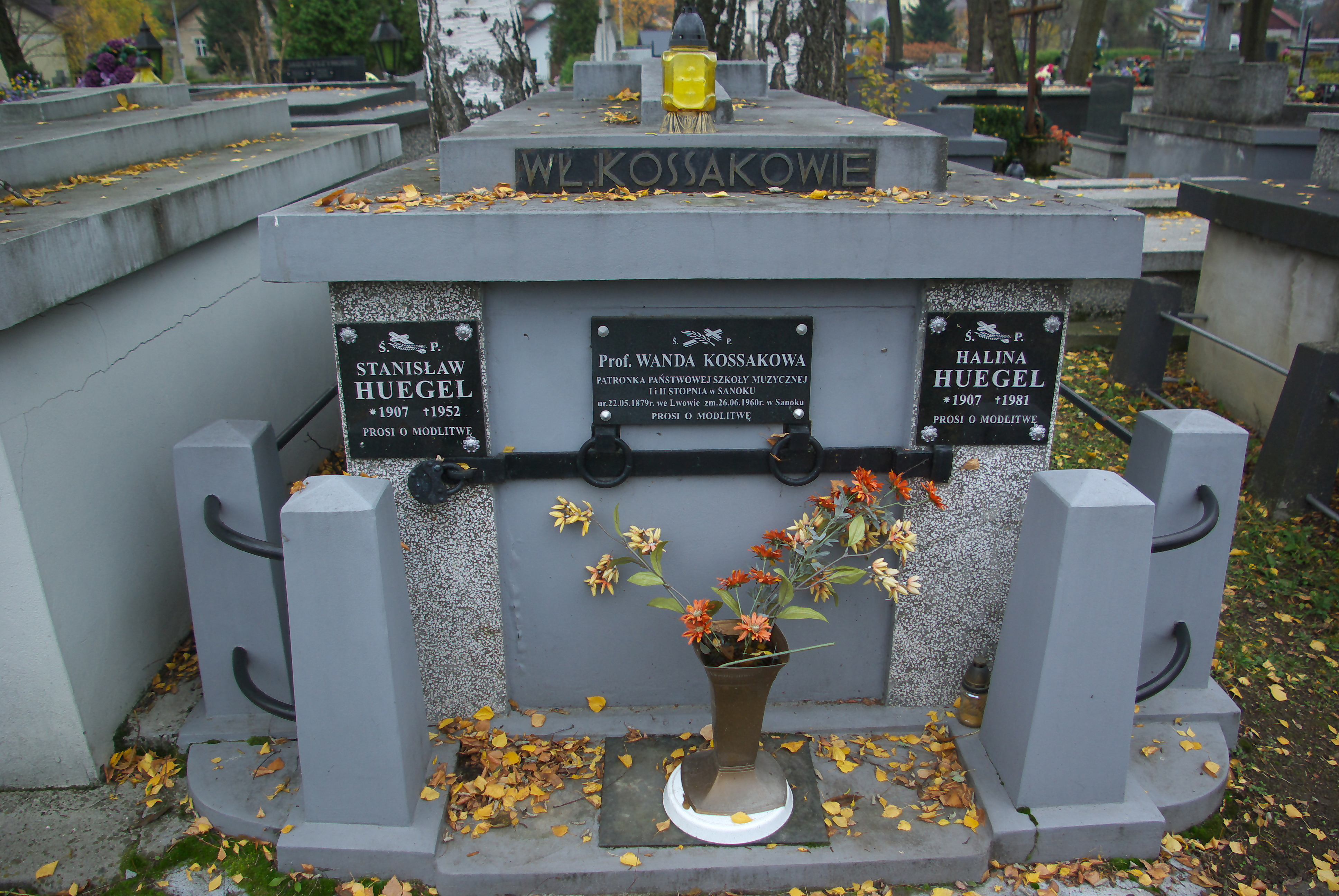
Nagrobek Wandy Kossakowej

Wanda Kossakowa urodziła się 22 maja 1879 we Lwowie. Była córką Stanisława Proszkowskiego i Gabrieli z domu Hingler. Była uczennicą prof. Ignacego Friedmana z Konserwatorium Lwowskiego. Została pianistką i pedagogiem muzycznym. W latach 30. w Sanoku prowadziła szkołę muzyczną w miejscu swojego zamieszkania przy ulicy Bartosza Głowackiego 18. W okresie międzywojennym jako pianistka występowała w budynku sanockiego oddziału Polskiego Towarzystwa Gimnastycznego „Sokół” (prócz niej także śpiewaczka Olga Didur-Wiktorowa). Wspierała działalność Katolickiego Związku Młodzieży Rękodzielniczej i Przemysłowej w Sanoku oraz zasiadła w jego Radzie Opiekuńczej (wraz z nią Władysław Kossak).
Jej mąż Władysław Kossak (zm. 16 kwietnia 1942 w Sanoku), był bankierem, dyrektorem banku we Lwowie.
Wanda Kossakowa zmarła na atak serca 25 lipca 1960 w Sanoku. Pogrzeb odbył się 27 lipca 1960. Została pochowana w grobowcu rodzinnym na cmentarzu przy ul. Jana Matejki w Sanoku (pochowani tam zostali także jej mąż oraz siostrzeniec Stanisław Huegel z żoną Haliną, zaś od strony lewej nagrobek graniczy z grobowcem Olgi Didur-Wiktorowej).

## Upamiętnienie
Decyzją Ministra Kultury i Sztuki, Andrzeja Sicińskiego, w 1992 Wanda Kossakowa została patronką Państwowej Szkoły Muzycznej I i II st. w Sanoku.
Poeta Janusz Szuber zawarł odniesienie do Wandy Kossakowej w swojej publikacji pt. Mojość z 2005.